# Simon Larned
Simon Larned (* 3. August 1753 in Thompson, Colony of Connecticut; † 16. November 1817 in Pittsfield, Massachusetts) war ein US-amerikanischer Politiker. In den Jahren 1804 und 1805 vertrat er den Bundesstaat Massachusetts im US-Repräsentantenhaus.

## Werdegang
Simon Larned besuchte die öffentlichen Schulen seiner Heimat. Er zog nach Massachusetts und wurde Sheriff im dortigen Berkshire County. Während des Unabhängigkeitskrieges war er Hauptmann in den
amerikanischen Streitkräften. Ab 1784 war er in Pittsfield im Handel tätig. Außerdem schlug er eine politische Laufbahn ein. Im Jahr 1791 war Larned Abgeordneter im Repräsentantenhaus von Massachusetts; zwischen 1792 und 1812 fungierte er als Kämmerer in seinem Heimatbezirk. Politisch wurde er Mitglied der Ende der 1790er Jahre von Thomas Jefferson gegründeten Demokratisch-Republikanischen Partei.
Nach dem Rücktritt des Abgeordneten Thomson J. Skinner wurde Larned bei der fälligen Nachwahl für den zwölften Sitz von Massachusetts als dessen Nachfolger in das US-Repräsentantenhaus in Washington, D.C. gewählt, wo er am 5. November 1804 sein neues Mandat antrat. Bis zum 3. März 1805 konnte er die laufende Legislaturperiode im Kongress beenden. Nach dem Ende seiner Zeit im US-Repräsentantenhaus war Simon Larned weiterhin Kämmerer im Berkshire County. Er wurde auch Präsident der Berkshire Bank. Trotz seines Alters nahm er als Oberst der US Army am Britisch-Amerikanischen Krieg von 1812 teil. Er starb am 16. November 1817 in Pittsfield, wo er auch beigesetzt wurde.